# 그놈 셸
그놈 셸(GNOME Shell)은 버전 3부터 시작된 그놈 데스크톱 환경의 그래픽 셸로, 2011년 4월 6일 출시되었다. 창 간 전환을 통한 응용 프로그램 시작과 같은 기본 기능이 제공되며, 위젯 엔진이다. 그놈 셸은 그놈 패널 및 그놈 2의 일부 부수적인 구성 요소를 대체하였다.
그놈 셸은 머터의 플러그인으로서 C와 자바스크립트로 작성되어 있다.

## 설계
그놈 데스크톱 환경의 그래픽 셸 (그래픽 프론트엔드/그래픽 셸/UX/UI)로서, 설계는 그놈 UX 디자인 팀이 가이드하였다.

### 디자인 구성 요소
그놈 셸은 다음의 그래픽 및 기능 요소를 이루고 있다:
- 최상위 표시줄(Top bar)
- 시스템 상태 영역(System status area)
- 액티비티 오버뷰(Activities Overview)
- 대시(Dash)
- 윈도 피커(Window picker)
- 애플리케이션 피커(Application picker)
- 검색(Search)
- 알림 및 일정 트레이(Notifications and calendar tray)
- 애플리케이션 스위처(Application switcher)
- 인디케이터 트레이(Indicators tray)

## 같이 보기
- 유니티 (사용자 인터페이스)